# 京阪700系電車 (2代)
京阪700系電車（けいはん700けいでんしゃ）は、かつて京阪電気鉄道（京阪）に在籍した通勤形電車。

## 概要
600型・700型（いずれも初代）の600系 (2代)への車体更新が完了したのち、京阪線における最古参形式は流線形の前面形状が特徴であった1000型・1100型 (いずれも2代)ならびに同形式の中間車である1200型・1500型（いずれも2代）の各形式となった。これらは全車とも車内設備の近代化を完了し、淀屋橋延伸後は利用客増加に対応するため長大編成対応化を始めとした各種改造を施工しつつ運用されていたが、経年30年前後を経過して車体の老朽化が進行していたことに加え、幅2,550mmの狭い車体と2扉構造が災いして急増する需要に対応することが困難となりつつあった。
これら4形式の代替と輸送力増強を目して、600系 (2代)と同様の手法、すなわち代替車両より主要機器を流用し、車体を台枠より新製する形で誕生したものが本系列である。1967年（昭和42年）から1970年（昭和45年）にかけて7両編成6本と中間電動車2両の計44両が落成したが、更新途上において1000型・1100型 (いずれも2代)等と同一の電装品を搭載する60型「びわこ号」も本系列の新製に際して種車となり主要機器を供出した。なお、本系列は全車とも新製名義で認可申請を受けており、主要機器を供出した各車両は本系列竣功と同日に廃車扱いとする手続きが取られている。

## 車体
前述のように、台枠より完全新製されたものである。新製された車体は600系 (2代)を設計の基本とした全金属製軽量車体であり、裾絞りのない車体・2連ユニット窓で構成された側窓配置・他系列における両開扉よりも100mm狭い1,200mm幅の両開客用扉・扉枠一杯に広げられた大型の客用扉窓といった、機器流用・車体新製車固有の特徴は本系列にも継承されている。ただし、内部設計に関しては600系 (2代)における大胆かつ過剰な軽量化設計の反省から、梁の省略を抑えるなど車体強度確保や耐久性にも留意した設計に変更された。もっとも、本系列においても床部の構造を一部簡略化するなどカルダン駆動車各系列とは異なった設計が採用されており、各車の自重は600系 (2代)と同一値に抑えられている。
前面デザインは2200系に準じたものとされ、前照灯を前面上部左右に1灯ずつ配置し、前面左側の開閉可能窓の上下寸法が縮小されたことにより、600系 (2代)とは印象が異なるものとなった。前面貫通扉部には貫通幌が設置されたものの、前述のように本系列は当時の京阪線における最大両数である7両固定編成で新製されたことから、実際に貫通幌が使用される機会はごく一時期に実施していた600系との連結の際などの程度であった。
側窓配置は600系 (2代)に準じており、先頭車700型がd1D2・2D2・2D1（乗務員用扉：d、客用扉：D、各数値は側窓の枚数）、中間車750型・780型が2D2・2D2・2D2と両者で異なる点も同様である。ただし、側窓構造が600系 (2代)の2段上昇式から上段下降・下段上昇式に変更され、下段の開口面積を縮小して保護棒を省略した。その他、客用扉の窓縁に1900系新製車グループと同様のアルミ枠による縁取りが追加された点が特徴である。
車内の仕様は600系 (2代)と同一である。すなわち、大天井中央部へ一列配置された車内照明（蛍光灯）や化粧板を省略してパイプのみで構成された座席肘掛など、機器流用・車体新製車固有の仕様で統一されており、本系列と同時期に竣功した2400系とは全く異なるものとされた。カラースキームは壁面デコラが薄緑色、シートモケットが緑、床面ロンリュームが濃緑と緑系で統一され、当時の京阪における通勤形車両の標準仕様を踏襲したものである。
車内送風機は扇風機が採用され、屋根上通風器は押込型のものが1両当たり5 - 7個搭載された。

## 主要機器
主要機器はその大半が種車より流用したものであるが、本系列へ搭載されるに当たって一部改造が実施されたものも存在する。なお、本系列は性能的には600系 (2代)を始めとする吊り掛け駆動車各形式とも併結可能であり、一時期ではあるが実際に600系 (2代)や1300系と混結して運用されたこともあった。

### 主制御器
電動カム軸式の東洋電機製造製ES-152・ES-155・ES-517のいずれかを各電動車に搭載する。種車に搭載されていた当時は直並列制御を行うのみであったが、本系列への搭載に際して界磁接触器を追加し弱め界磁制御を可能とした。

### 主電動機
東洋電機製造製TDK-517/2D直巻整流子電動機を電動車1両当たり4基搭載し、駆動方式は吊り掛け駆動である。同主電動機は種車が搭載したTDK-517系主電動機ならびにTDK-553系主電動機の外枠のみを流用して内部を新製し、一時間定格出力90kW（端子電圧600V時）の主電動機に再生したものである。歯車比は出力向上に伴って67:22（3.045）に変更された。

### 集電装置
東洋電機製造製PT-42系菱形パンタグラフを各電動車に1基搭載する。搭載位置は各車の大阪寄りであるが、京都向き先頭車である700型奇数車のみは京都寄り（運転台寄り）に搭載した。

### 台車
大半が種車より流用した台車を装着する。製造メーカーの相違等から形式は多岐にわたるものの、いずれもボールドウィン・ロコモティブ・ワークス社製ボールドウィンA形台車の模倣品というべき形鋼組立型釣り合い梁式台車であり、本系列への装着に際しては600系 (2代)同様に枕ばねを原形の板ばねからオイルダンパー併用のコイルばねに換装し、軸受のコロ軸受（ローラーベアリング）化が施工されている。
制御電動車700型は701 - 708が汽車製造KS-18、709 - 712が汽車KST-18を改造したKS-18Bをそれぞれ装着する。
中間電動車780型は780が日本車輌製造NS84-35を改造したNS-A、781 - 790が日車NS-18、791 - 794が汽車KST-18を改造したKST-18C、795 - 799が近畿車輛KRS-12をそれぞれ装着する。
付随車750型は752が汽車KST-18を改造したKST-18B、753 - 758が汽車KST-18、759 - 761は日車NSD-12をそれぞれ装着する。なお、762の装着する日車NSD-12Bは60型61・62の各中間連接部台車を改造の上で流用したものである。また、751は種車である1500型1505が蒲生信号所付近で発生した列車衝突事故の被災車両であったことから、台車は同車より流用せず、1800系1801の台車交換によって余剰となった汽車KS-6ペデスタル式台車を装着した。

### 制動装置
種車より流用した、日本エヤーブレーキ製のA動作弁を採用したAMA自動空気ブレーキに、中継弁ならびに電磁吐出弁を追加したAR-L(AMAR-L / ATAR-L)ブレーキを搭載する。基礎ブレーキ装置は制動筒（ブレーキシリンダー）を車体側に搭載し、制動引棒（ブレーキロッド）によって前後台車計4軸の制動を動作させるという種車同様の古典的な機構が踏襲されている。

### その他
電動発電機（MG）は東洋電機製造製TDK-356（出力4.5kVA）を、電動空気圧縮機（CP）は日本エヤーブレーキ製DH-25（吐出量760L/min）を、制御電動車700型ならびに電動車780型に各1基ずつ搭載する。

## 導入後の変遷
本系列は当初より7両固定編成として設計・製造されたものの、増備の途上等において3 - 4両編成程度の短編成や600系との連結編成が存在した時期があり、宇治線や交野線への入線実績を有する。ただし、竣功当時運行されていた近鉄京都線への乗り入れ運用には充当されなかった。
全44両が出揃った後は、中間運転台の存在しない7両固定編成という収容力の大きさを生かし、主に急行・準急運用に充当された。同様の理由から京都競馬開催時に運行される臨時列車にも多用された。なお、7両編成6本を組成すると半端となる2両の中間電動車については、同一性能である600系 (2代)の編成へ組み込まれて運用された。
竣功後は側面種別表示幕の新設、ならびに列車無線装置の設置といった小改造を実施されたのみで、概ね原形を保ったまま運用された。

### 昇圧対応と3代目1000系への改番

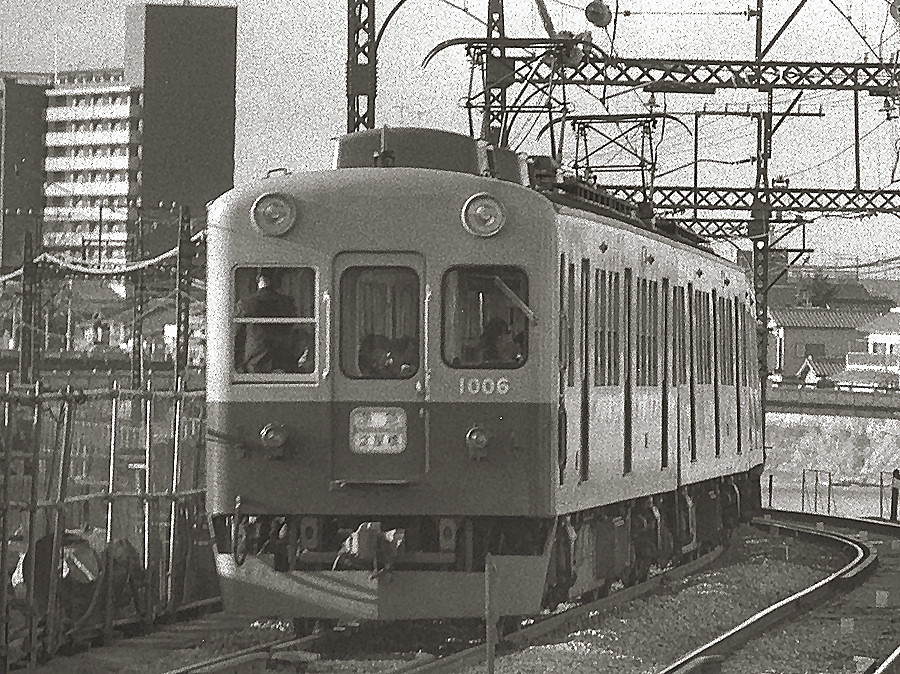
1000系への改造当初の形態
（五条（現：清水五条）付近・1983年）

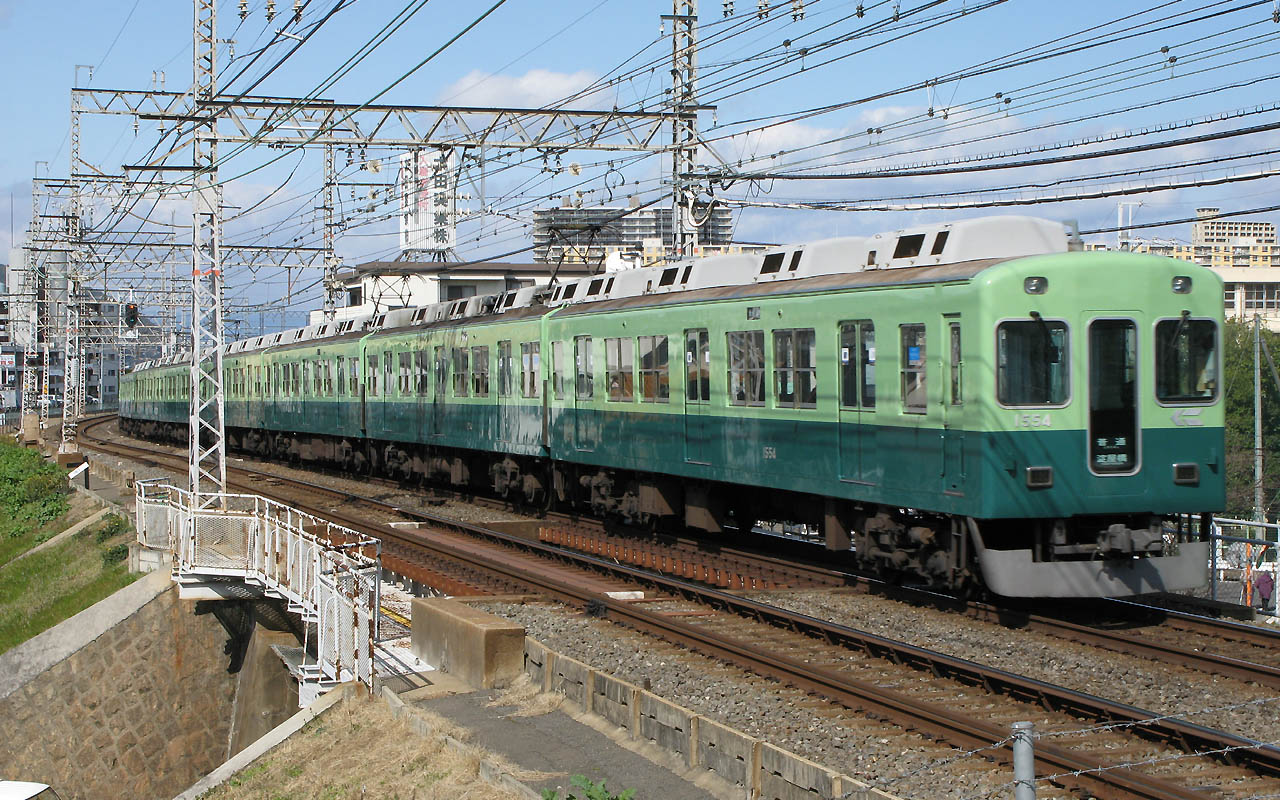
車体改修工事施工後・旧塗装の1000系
（牧野 - 樟葉・2007年）

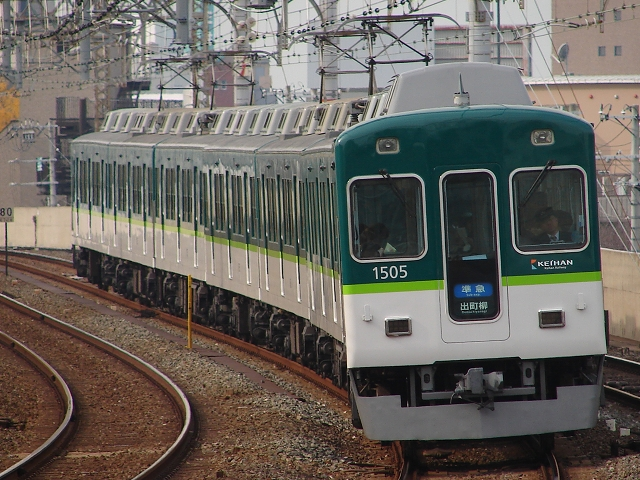
新塗装となった現在の1000系
（西三荘・2008年）

京阪線の架線電圧1,500V昇圧計画が具体化すると、本系列を含む昇圧対応が不可能な各形式の扱いが問題となった。本系列については車体新製から経年が浅く車体の状態が良好であり、かつ600系 (2代)と比較して車体強度を向上させた構体設計が幸いして冷房装置の搭載が可能であったことから、編成単位で運用されていた7両編成6本42両を対象として、本系列の車体と昇圧に対応した完全新製の主要機器を組み合わせた1000系 (3代)に改造されることになった。改造工事は1977年（昭和52年）から翌1978年（昭和53年）にかけて順次施工され、改造途中の正月ダイヤでは600系（2代）4連と本系列3連を組み合わせた7連も見られた。
なお、改造対象から外れた中間電動車781・799は1978年（昭和53年）に600系 (2代)へ編入されて680型690・691に改番され、本系列は形式消滅した。

## 車歴・編成
| 形式       | 車番 | 竣功           | 機器流用元 | 台車流用元 | 廃車          | 形式      | 車番 | 竣功           | 機器流用元 | 台車流用元 | 廃車       |
| ---------- | ---- | -------------- | ---------- | ---------- | ------------- | --------- | ---- | -------------- | ---------- | ---------- | ---------- |
| 700型 (Mc) | 701  | 1968年7月6日   | 1105       | 1105       | 1978年3月30日 | 780型 (M) | 780  | 1968年11月21日 | 62         | 1508       | 1978年3月  |
| 700型 (Mc) | 702  | 1968年7月6日   | 1106       | 1106       | 1978年3月     | 780型 (M) | 781  | 1970年2月      | 1008       | 1008       | 1983年12月 |
| 700型 (Mc) | 703  | 1968年8月10日  | 1101       | 1101       | 1977年3月     | 780型 (M) | 782  | 1970年2月28日  | 1007       | 1007       | 1978年3月  |
| 700型 (Mc) | 704  | 1968年8月10日  | 1102       | 1102       | 1977年3月     | 780型 (M) | 783  | 1969年10月7日  | 1005       | 1005       | 1977年3月  |
| 700型 (Mc) | 705  | 1970年8月18日  | 1103       | 1103       | 1977年8月     | 780型 (M) | 784  | 1969年8月5日   | 1002       | 1002       | 1977年3月  |
| 700型 (Mc) | 706  | 1970年9月17日  | 1104       | 1104       | 1977年7月     | 780型 (M) | 785  | 1970年11月25日 | 1001       | 1001       | 1977年7月  |
| 700型 (Mc) | 707  | 1969年9月25日  | 1107       | 1107       | 1977年11月    | 780型 (M) | 786  | 1970年11月5日  | 1006       | 1006       | 1977年7月  |
| 700型 (Mc) | 708  | 1969年10月7日  | 1108       | 1108       | 1977年9月     | 780型 (M) | 787  | 1970年1月8日   | 1003       | 1003       | 1977年9月  |
| 700型 (Mc) | 709  | 1968年7月16日  | 1202       | 1202       | 1978年1月     | 780型 (M) | 788  | 1969年11月7日  | 1004       | 1004       | 1977年9月  |
| 700型 (Mc) | 710  | 1968年8月31日  | 1201       | 1201       | 1977年12月    | 780型 (M) | 789  | 1970年9月17日  | 1009       | 1009       | 1977年12月 |
| 700型 (Mc) | 711  | 1969年11月29日 | 1285       | 1285       | 1977年6月     | 780型 (M) | 790  | 1970年10月13日 | 1010       | 1010       | 1977年12月 |
| 700型 (Mc) | 712  | 1969年12月16日 | 1286       | 1286       | 1977年5月     | 780型 (M) | 791  | 1970年3月24日  | 予備品     | 1509       | 1977年5月  |
| 750型 (T)  | 751  | 1967年11月24日 | 1505       | 1801       | 1978年3月     | 780型 (M) | 792  | 1968年10月15日 | 予備品     | 1512       | 1977年5月  |
| 750型 (T)  | 752  | 1968年8月31日  | 1513       | 1513       | 1978年3月     | 780型 (M) | 793  | 1970年3月24日  | 予備品     | 1510       | 1977年3月  |
| 750型 (T)  | 753  | 1968年7月16日  | 1507       | 1507       | 1977年3月     | 780型 (M) | 794  | 1970年12月11日 | 63         | 1511       | 1977年8月  |
| 750型 (T)  | 754  | 1969年8月5日   | 1501       | 1501       | 1977年3月     | 780型 (M) | 795  | 1969年11月29日 | 61         | 1514       | 1977年11月 |
| 750型 (T)  | 755  | 1970年8月18日  | 1504       | 1504       | 1977年8月     | 780型 (M) | 796  | 1969年12月16日 | 1282       | 1282       | 1978年1月  |
| 750型 (T)  | 756  | 1970年11月5日  | 1506       | 1506       | 1977年7月     | 780型 (M) | 797  | 1970年2月28日  | 1283       | 1283       | 1977年6月  |
| 750型 (T)  | 757  | 1970年1月8日   | 1502       | 1502       | 1977年6月     | 780型 (M) | 798  | 1970年10月13日 | 1281       | 1281       | 1978年3月  |
| 750型 (T)  | 758  | 1970年2月5日   | 1503       | 1503       | 1977年9月     | 780型 (M) | 799  | 1970年11月     | 1284       | 1284       | 1983年12月 |
| 750型 (T)  | 759  | 1968年10月15日 | 62         | 62         | 1978年1月     |           |      |                |            |            |            |
| 750型 (T)  | 760  | 1970年1月26日  | 63         | 63         | 1977年12月    |           |      |                |            |            |            |
| 750型 (T)  | 761  | 1969年9月25日  | 61         | 61         | 1977年11月    |           |      |                |            |            |            |
| 750型 (T)  | 762  | 1969年11月7日  | 61・62     | 61・62     | 1977年5月     |           |      |                |            |            |            |

|      | ← 三条 淀屋橋 → |           |           |           |           |           |            |
| 形式 | 700型 (Mc)      | 750型 (T) | 780型 (M) | 780型 (M) | 780型 (M) | 750型 (T) | 700型 (Mc) |